# Noruega en los Juegos Olímpicos de Salt Lake City 2002
Noruega estuvo representada en los Juegos Olímpicos de Salt Lake City 2002 por un total de 77 deportistas que compitieron en 11 deportes.  
La portadora de la bandera en la ceremonia de apertura fue la biatleta Liv Grete.

## Medallistas
El equipo olímpico noruego obtuvo las siguientes medallas:
| Nombre                                                                         | Deporte               | Competición           |
| ------------------------------------------------------------------------------ | --------------------- | --------------------- |
| Oro                                                                            |                       |                       |
| Ole Einar Bjørndalen                                                           | Biatlón               | 10 km M               |
| Ole Einar Bjørndalen                                                           | Biatlón               | 12,5 km persecución M |
| Ole Einar Bjørndalen                                                           | Biatlón               | 20 km M               |
| Frode Andresen Ole Einar Bjørndalen Egil Gjelland Halvard Hanevold             | Biatlón               | 4 × 7,5 km M          |
| Torger Nergård Bent Ånund Ramsfjell Flemming Davanger Lars Vågberg Pål Trulsen | Curling               | Equipo M              |
| Kari Traa                                                                      | Esquí acrobático      | Baches F              |
| Kjetil André Aamodt                                                            | Esquí alpino          | Combinada M           |
| Kjetil André Aamodt                                                            | Esquí alpino          | Supergigante M        |
| Frode Estil*                                                                   | Esquí de fondo        | 20 km persecución M   |
| Thomas Alsgaard*                                                               | Esquí de fondo        | 20 km persecución M   |
| Bente Skari                                                                    | Esquí de fondo        | 10 km F               |
| Tor Arne Hetland                                                               | Esquí de fondo        | Individual M          |
| Thomas Alsgaard Anders Aukland Frode Estil Kristen Skjeldal                    | Esquí de fondo        | 4 × 10 km M           |
| Plata                                                                          |                       |                       |
| Liv Grete Poirée                                                               | Biatlón               | 15 km F               |
| Gunn Margit Andreassen Liv Grete Poirée Ann-Elen Skjelbreid Linda Tjørhom      | Biatlón               | 4 × 7,5 km F          |
| Lasse Kjus                                                                     | Esquí alpino          | Descenso M            |
| Frode Estil                                                                    | Esquí de fondo        | 15 km M               |
| Marit Bjørgen Bente Skari Hilde Pedersen Anita Moen                            | Esquí de fondo        | 4 × 5 km F            |
| Bronce                                                                         |                       |                       |
| Lasse Kjus                                                                     | Esquí alpino          | Eslalon gigante M     |
| Kristen Skjeldal                                                               | Esquí de fondo        | 30 km M               |
| Bente Skari                                                                    | Esquí de fondo        | 30 km F               |
| Odd-Bjørn Hjelmeset                                                            | Esquí de fondo        | 50 km M               |
| Anita Moen                                                                     | Esquí de fondo        | Individual F          |
| Ådne Søndrål                                                                   | Patinaje de velocidad | 1500 m M              |
| Lasse Sætre                                                                    | Patinaje de velocidad | 10 000 m M            |

- (*) – Ambos esquiadores obtuvieron oro por llegar al mismo tiempo a la línea final.